# François Panigarole
François Panigarola (6 janvier 1548 Milan – 31 mai 1594) est un ecclésiastique italien du XVIe siècle .

## Biographie
Panigarola est né à Milan 1548, d’une famille patricienne. Il avait reçu au baptême le nom de Jérôme, qu’il quitta pour prendre celui de François, comme son oncle qui avait été provincial de Milan (1537-1540).
Il eut pour précepteurs Noël Conti, et Aonio Paleario, et fit, sous ces habiles maîtres, de rapides progrès dans les lettres. A un esprit vif et pénétrant, il joignait beaucoup d’ardeur pour l’étude, et une mémoire étonnante. Un jour qu’il avait entendu prêcher Cornelio Musso, il répéta en sa présence une partie du sermon, et mit dans son débit tant de grâce et de facilité, que Musso, ravi, lui annonça, en l’embrassant, qu’il deviendrait l’un des plus grands orateurs de l’Italie.
Son père, qui fondait de grandes espérances sur la précocité de ses talents, l’envoya, à l’âge de treize ans, à Pavie, étudier la jurisprudence. Panigarola avait déjà le projet d’embrasser la règle de saint François ; et il n’en retardait l’exécution que pour ne point affliger ses parents. Mais, à peine arrivé à Pavie, il se laissa entraîner, par l’exemple de ses camarades, à toutes sortes de désordres, dont le moindre était de chercher la nuit des aventures qui, pour être sans gloire, n’étaient pas sans péril. Ayant eu le malheur de blesser grièvement un jeune gentilhomme, dans un combat nocturne, il n’échappa aux poursuites qu’en fuyant à Bologne, où il trouva un asile chez un ami.
Frappé du danger, qu’il avait couru, il renonça au rôle de spadassin, mais sans profit pour ses études : il soigna davantage sa mise, se fit présenter dans les assemblées, fréquenta les bals, et se livra aux plaisirs avec tout l’emportement de son âge. Indifférent sur son avenir, il dissipait sa vie au milieu d’un monde frivole et corrompu, quand il reçut la nouvelle que son père, mourant, desirait lui dire un dernier adieu. Il ne put pas arriver à Milan assez tôt pour recueillir les derniers témoignages de sa tendresse. Le cœur navré de douleur, il reprit le chemin de Bologne et courut se présenter au supérieur des Cordeliers, qui ne l’admit qu’après s’être assuré de sa vocation.
Panigarola reçut l’habit religieux à Florence, le 15 mars 1567. Sa ferveur et son application à ses devoirs le rendirent bientôt l’exemple de ses confrères. Pendant qu’il achevait ses cours de théologie à Pise, le prédicateur qui devait prêcher le carême à Sarzane étant tombé malade, Panigarola fut chargé de le suppléer ; et quoiqu’il n’eût pas eu le loisir de s’y préparer, il s’acquitta de cette tâche avec tant de succès, qu’à son retour les chanoines de Pise le prièrent de prêcher à la cathédrale.

Sa réputation fit désirer au grand-duc de Toscane d’entendre un jeune orateur qui s’annonçait d’une manière si brillante ; et il ne recueillit pas moins d’applaudissements à Florence que dans les autres villes où il avait paru. Il fut désigné, en 1571, pour prêcher devant le Chapitre général de l’ordre à Rome ; et le pape Pie V, après l’avoir félicité sur les talents qu’il avait développés, l’engagea à se rendre à Paris pour s’y appliquer à l’étude de la théologie. Son nom était déjà connu à la cour de France ; et Catherine de Médicis voulut l’entendre dans sa chapelle. 

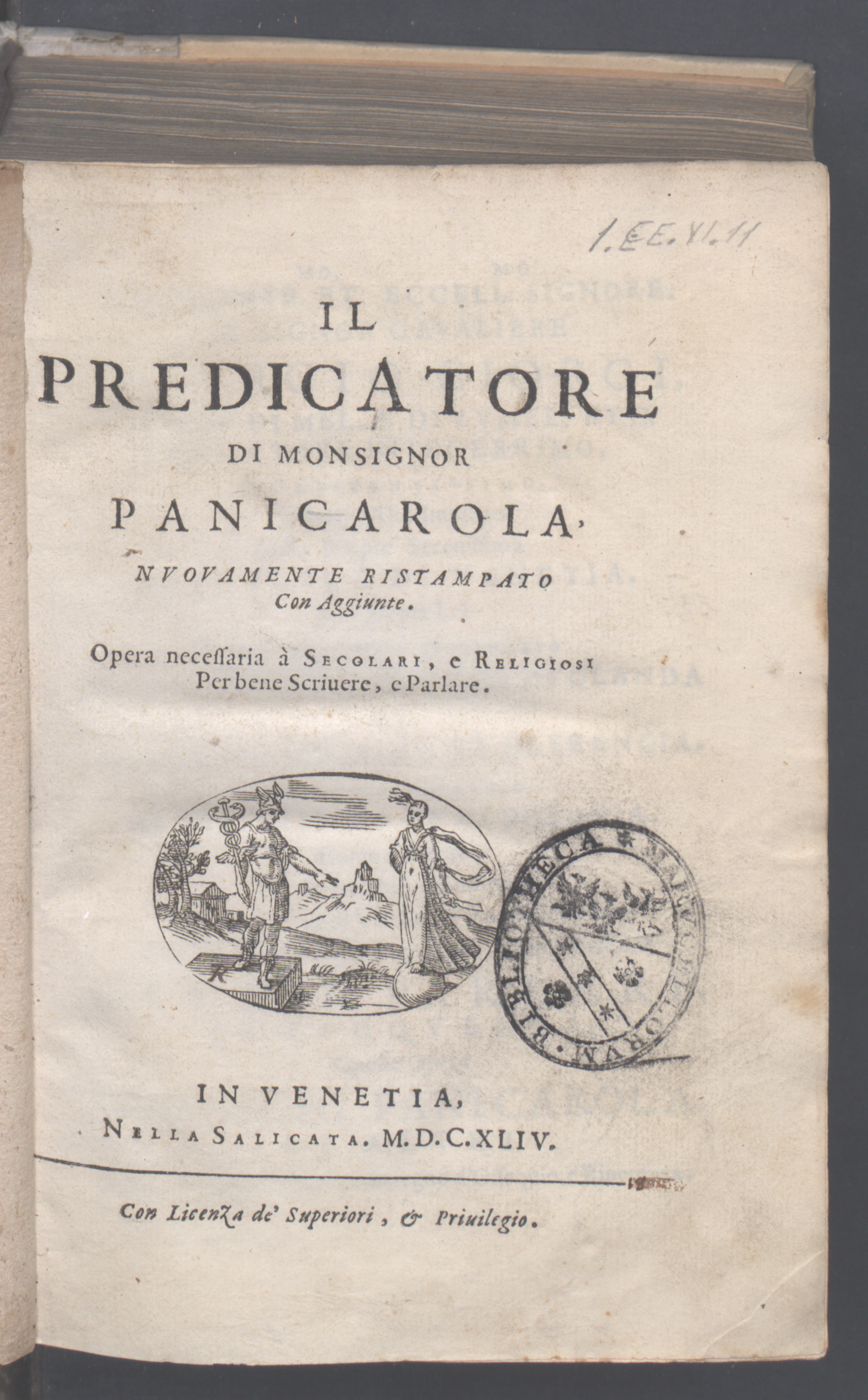
Il Predicatore di F. Francesco Panigarola ... overo Parafrase, comento e discorsi intorno al libro dell'Elocutione di Demetrio Falereo, Venetia, nella Salicata, 1644.

Panigarola retourna en Italie, en 1573 ; et, pendant treize ans, il se partagea entre l’enseignement et la prédication avec un succès toujours croissant, et qui, jusque-là, n’avait point eu d’exemple. Toutes les villes se disputaient l’honneur de le posséder ; et les églises les plus vastes ne pouvaient suffire à l’affluence de ses auditeurs. En traversant les villes sur son passage, il était souvent entouré par le peuple, qui manifestait sa joie par des cris et des battements de mains ; et conduit ou plutôt porté en triomphe à l’église la plus voisine, il était forcé de prêcher avant d’avoir pris le repos et la nourriture dont il avait besoin.
En 1584 Panigarole prononça l’oraison funèbre du cardinal Charles Borromée, publiée à Rome dès l’année suivante. Elle fut très rapidement traduit en français, chez l’imprimeur lyonnais Benoît Rigaud, à la même date.
Panigarola fut revêtu, en 1586, de la dignité d’auxiiaire de l’évêque de Ferrare : il en remplissait les fonctions depuis quelques mois, quand il reçut l’ordre de sortir de cette ville. Il paraît qu’on l’accusait d’entretenir, avec le cardinal de Médicis, une correspondance suspecte : mais quelle qu’ait été la cause de sa disgrâce, il n’en fut pas moins accueilli à Rome avec distinction ; et peu après, il fut nommé à l’évêché d’Asti, dont il prit possession le 13 décembre 1587.
Le nouveau prélat s’occupa de faire fleurir dans son diocèse les lettres et la discipline ; mais il se vit forcé d’interrompre ses plans de réforme par le pape Sixte V, qui l’envoya, en 1589, en France, avec le cardinal Cajetan, pour appuyer le parti de la Ligue. Pendant son séjour à Lyon, Panigarole participa au célèbre banquet d’Agathon ou des sept Sages, organisé par le procureur du roi Pierre Bullioud en 1589 dans sa maison de la rue du Bœuf. Il était enfermé dans Paris pendant le siège de cette ville, et il ne négligea rien pour engager les habitants à la plus vigoureuse résistance. Dès que Paris eut ouvert ses portes à Henri IV, Panigarola se hâta de retourner dans son diocèse ; il mourut à Asti le 31 mai 1594, à l’âge de quarante-six ans.
Le bruit courut qu’il avait été empoisonné ; mais Rossi, qui s’appuie du témoignage du cardinal Bellarmin, dit qu’il mourut d’une indigestion. Panigarola avait composé un grand nombre d’ouvrages : ce sont des Sermons, des Panégyriques, des Discours, des Pièces de vers, des Commentaires sur plusieurs livres de l’Ancien Testament, un Abrégé en italien des Annales Ecclesiastici de Cesare Baronio, un Traité de la Rhétorique ecclésiastique (en latin), sujet qu’il a développé dans un ouvrage intitulé : Il predicatore, ossia parafrasi e commento intorno al libro dell’eloquenza di Demetrio Falereo ; souvent réimprimé. Tiraboschi convient que les Sermons de Panigarola manquent de méthode, et qu’ils n’offrent ni profondeur, ni connaissance du cœur humain : mais il en trouve le style vif, énergique, entraînant ; et il croit que les orateurs modernes pourraient y puiser bien des traits d’un effet assuré. On conserve, dans la bibliothèque du Convent des Saints-Anges à Milan, le manuscrit autographe des Mémoires que Panigarola avait rédigés pendant son dernier séjour à Paris ; il y raconte, avec beaucoup de candeur, les égarements de sa jeunesse, et les torts qu’il a pu avoir à se reprocher dans le cours de sa vie. Tiraboschi en a cité plusieurs passages dans la Notice très-intéressante qu’il a consacrée à ce prélat.

## Représentation dans la fiction
Panigarola est un personnage du premier cycle de la série de romans Les Pardaillan de Michel Zévaco. Avec un prénom différent (Clément-Jacques), il y est présenté comme un ancien courtisan, grand prédicateur et père - avec une espionne de Catherine de Médicis auprès de Jeanne d'Albret - de Jacques Clément, futur assassin du roi Henri III. Le personnage, contrairement à son modèle, meurt durant le massacre de la Saint-Barthélemy.

## Œuvres
- Il Compendio degli Annali Ecclesiastici del Padre Cesare Baronio, vol. I, Rome, per gli Heredi di Giovanni Gigliotto, 1590 (lire en ligne)
- Gli annali ecclesiastici ... ridotti in compendio  ((comprend seulement le premier volume des Annales Ecclesiastici (en) de Baronio)), vol. I, Venise, appresso la Minima Compagnia, 1593, 2ª ed. éd. (lire en ligne)

- B. Petri Apostolorum Principis Gesta ... in rapsodiæ, quam catenam appellant, speciem disposita, Asti, 1591.
- Lettioni sopra dogmi, dette Calviniche, Venezia, 1584. Cet ouvrage, traduit en latin (Milan, 1594), a été attaqué par Giacomo Picenino dans sa Apologia per i Riformatori e per la Religione Riformata contro le Invettive di F. Panigarola e P. Segneri, Coira, 1706.
- Il Predicatore di F. Francesco Panigarola ... overo Parafrase, comento e discorsi intorno al libro dell'Elocutione di Demetrio Falereo, Venezia, 1609.
- Specchio di Guerra, Bergamo, 1595.

## Œuvres traduites en français
- Oraison de François Panigarole de l'ordre de sainct François prononcee a l'enterrement de tres reverend Charles Borromée, cardinal de saincte Praxede et archevesque de Milan. Traduit de Toscan en François, Lyon, Par Benoist Rigaud, 1585 (lire en ligne)
- Harangue de l'ancienne institution et coutume des saintes stations, Paris, 1587.
- Les Sermons de R. P. M. Francois Panigarole evesque d'Ast. Faits & prononcez par luy hors le temps de Caresme... Auec ceux qu'il a faits sur l'Estat des affaires de France durant le siege de Paris. Traduits d'Italien en François par Pierre Matthieu, Lyon, de la librairie de Ionte, 1593 (lire en ligne)
- L'art de prêcher et bien faire un sermon, avec la mémoire locale et artificielle, Paris, chez Regnauld Chaudière, à l'escu de Florence, rue Saint-Jacques, 1601 (lire en ligne)

## Note
1. ↑  Gian Vittorio Rossi dit que les personnes sensées voyaient avec peine cet engouement de la multitude pour le nouveau prédicateur ; et il nous apprend que Muret a eu en vue Panignarola, dans les Notes sur les Épitres de Sénèque, où il s’élève avec force contre les orateurs qui recherchent les applaudissements de la populace.
2. ↑  Antoine Péricaud, Notes et documents pour servir a l'histoire de Lyon : Pendant la Ligue. 1589 - 1594, vol. 2, Lyon, Mougin-Rusand, 1844 (lire en ligne), p. 46« Vers le même temps passèrent à Lyon plusieurs personnages distingués ; Pierre Bullioud, qui étoit alors procureur du roi, eut un jour l’honneur de les recevoir dans sa maison (rue du Bœuf), et de leur donner un banquet qui rappela celui d’Agathon, ou plutôt celui dont Sidoine Apollinaire parle dans ses lettres (IX, 15). Ces illustres convives étoient Gilbert Genebrard, archevêque d’Aix, François Panigarole, Robert Bellarmin, Matthieu de Vauzelles (fils de Matthieu, ancien échevin, mort en 1562) ; le père Bernardin Castor, professeur de Rhétorique au collège de la Trinité, et Jean Hay, jésuite écossais, professeur de Théologie, auxquels il faut ajouter leur Amphitryon, Pierre Bullioud. »
3. ↑  Claude Bernard Petitot, Collection complete des memoirs relatifs a l’histoire de France, depuis le regne de Philippe Auguste, vol. 46, Paris, Foucault, Libraire, Rue de Sorbonne, n° 9, 1825, 115-116 p. (lire en ligne)« En cest an 1590, pour tousjours entretenir le peuple de Paris en ses dévotions, et lui donner aide et confort en ses misères, M. le legat donna charge à Panigarole, evesque d’Ast, italien, homme docte et fort patethique et persuasif, de prescher. Ce qu’il fist dans l’église de Nostre-Dame de Paris, avec grand concours et affluence de peuple, principalement de dames et damoiselles, ausquelles la façon de Panigarole revenoit fort ; et là combattoit, par beaucoup de vifs et subtils argumens, l’hérésie et l’hérétique, tendant tous aux fins de non recevoir le Roy de Navarre pour roy : qui estoit l’unique but et subject de ses predications, comme estoit celui de tous les predicateurs de Paris. A quoi il s’emploioit fort bien, mais sans colère et sans injures, qui estoient ordinaires aux chaires des autres. »
4. ↑  Filippo Argelati donne, dans la Bibliotheca scriptorum Mediolanensium, les titres de quatre-vingt-dix-sept ouvrages ou opuscules de Panigarola ; et cette liste n’est pas complète.
5. ↑  « Il nous reste de Panigarola, dit Bernard de La Monnoye, quelques épigrammes, peu correctes véritablement et mal limées, mais pleines de feu et d’esprit. » La Monnoye en cite une, adressée à un grille (Ad clatras ferreas) qu’il a trouvée si jolie, qu’après avoir essayé de la rendre plus correctement en latin, sans rien lui faire perdre de sa vivacité, il l’a traduite en grec de deux manières et en français (Voy. Le Ménagiana, l, 268 éd de 1715)